# Ahmed Zianibrug
De Ahmed Zianibrug (brug 386) is een vaste brug in Amsterdam Nieuw-West.
Ze is gelegen in de Cornelis Lelylaan in de Stadsroute 106. Vanuit de stad gezien overspant ze eerst een fietspad tussen Postjeskade en Warmondstraat, vervolgens de Postjeswetering / Westlandgracht, dan een fietspad in een doorgaande route in het Rembrandtpark en dan nog een sloot langs dat park.

## Originele brug
De brug is al te zien op de tekeningen van Cornelis van Eesteren in het Algemeen Uitbreidingsplan uit 1934. Op een foto uit 1954 is er echter van een doorgaande weg hier nog geen sprake, laat staan van een brug. De toekomstige Cornelis Lelylaan sloot aan op de westkade van de Westlandgracht, Postjeskade. Het Surinameplein werd toen nog ingericht.
Het verkeer moest nog twee haakse bochten door om via de Andreas Schelfhoutstraat richting centrum te kunnen. Deze route was de oude route, de brug over de Schinkel lag jarenlang in het verlengde van de Andreas Schelfhoutstraat (bij de sluis Overtoomse Sluis) en kwam in 1925 op haar huidige plek te liggen en werd in 1948 vervangen door de huidige brug (Overtoomse Sluis).
De plannen voor de brug werden vertraagd. Het Rijk vaardigde eind jaren vijftig een bestedingsbeperking uit voor stadsuitbreiding. In 1958 werd die beperking opgeheven en Amsterdam kon verder bouwen aan de inrichting van de omgeving van het Surinameplein. Brug 386 maakte daar deel van uit, zij zou de schakel worden tussen Oud- en Nieuw-West. In najaar 1959 kwamen de heistellingen en in april 1960 kon gemeld worden dat de brug in uitvoering was. Op 14 juli 1962 opende mevrouw Didi van 't Hull-Ras, echtgenote van Wethouder Publieke Werken Goos van 't Hull de Cornelis Lelylaan en ook de brug. De opening is vastgelegd in een naamplaatje. De brug was trouwens al eerder klaar, want in maart/april 1962 was het gedeelte van Surinameplein tot aan de Johan Huizingalaan al vrijgegeven voor verkeer.
Het ontwerp werd geleverd door de Dienst der Publieke Werken met esthetisch architect Dirk Sterenberg. Het werd een brug van voorgespannen beton met betonnen pijlers en betonnen overspanningen. Deze bestaat uit vijf segmenten, waarbij vier een lengte hebben van 9,5 en een van 11,5 meter. De blauwe metalen balustrades van alle viaducten in de Cornelis Lelylaan hebben hetzelfde motief.
Het wegdek van de brug bestaat uit twee rijbanen van 8 meter, twee fietspaden van 5,30 en twee voetpaden van 3,50 meter. Voorts ligt in het midden nog een vrije trambaan, in eerste instantie voor tramlijn 17, later samen met tramlijn 1 en gedurende de periode 1971 tot en met 1988 alleen voor tramlijn 1. Er hing een prijskaartje aan het stelsel van 1,5 miljoen gulden.
In 1964 werd al geconstateerd dat het Surinameplein een van de drukste verkeersknooppunten van de stad was geworden en dat verkeerslichten noodzakelijk werden. De verkeersdruk op de brug nam in 1972 verder toe, toen de Rondweg haar eindpunt had op de Cornelis Lelylaan; in 1975 nam dat weer af, doordat de ringweg toen eindigde op de Henk Sneevlietweg.

## Vernoeming
Op 13 juni 2023 vernoemde de gemeente Amsterdam brug 386 naar de Marokkaanse dichter Ahmed Ziani (1954-2016). Ziana werkte toen hij zich in Nederland vestigde enige tijd aan de tramrails op de Cornelis Lelylaan.

## Brug 2120
In 2011/2012 werd er een onderdeel aan de brug toegevoegd. In verband met de bouw van de wijk Andreas Ensemble moest een waterweg verlegd worden. De waterweg die het aangrenzende Rembrandtpark van noord naar zuid doorsnijdt had een verbinding die bij gebouw Ringpark onder de Cornelis Lelylaan doorliep naast het laatste stukje Nachtwachtlaan. Op dat laatste stukje was voor de nieuwe wijk bebouwing gepland, waardoor het water in het Rembrandtpark doodlopend zou worden, een ongewenste situatie.
Om de doorstroming te handhaven werd aan de oostzijde een beek (bekend als Ruigtebeek) gegraven, die die verbinding zou herstellen. Er werd eerst gedacht aan (opnieuw) een duiker, maar dat gaf te veel verzakking. Uiteindelijk viel de beslissing om het complex van brug 386 uit te breiden met een nieuwe brug. Architectenbureau Schieman & Weyers kwam met een ontwerp voor Brug 2120 over de twaalf meter brede beek. Het architectenbureau keek daarbij met een schuin oog naar de bestaande brug. Op het oog lijken de beide bruggen een geheel te vormen. Dit is bijvoorbeeld terug te vinden in de toegepaste balustraden en wanden. In de nieuwe brug zijn uitsparingen gemaakt, zodat er voldoende licht onder de brug komt, de leegtes worden deels opgevuld door bomen, een verbinding tussen weg en natuur. De brug kreeg trappen en wanden mee van prefab-betonnen elementen.
De brug kreeg een totale lengte van 70 meter met een overspanning van 25 meter. Naast de overspanning van de beek verzorgt de brug ook een overspanning van een woestenij op de oevers daarvan, die kleine dieren in de gelegenheid stelt daar te passeren. De brug heeft een fundering die bestaat uit betonnen damwanden, die reiken tot een diepte van 19,5 meter. De brug moest een constructie hebben die voldoet aan de zwaarste verkeersklasse. De werkzaamheden werden bemoeilijkt doordat de Cornelis Lelylaan een van de belangrijkste toevoerwegen is naar en uit de stad. Het afsluitend van die weg was onbespreekbaar. De brug moest daarom in fasen worden gebouwd, waarbij iedere keer overleg moest plaatsvinden, onder meer met het Amsterdamse vervoerbedrijf GVB, want ook de twee tramlijnen moesten zo veel mogelijk ongestoord hun diensten kunnen handhaven.

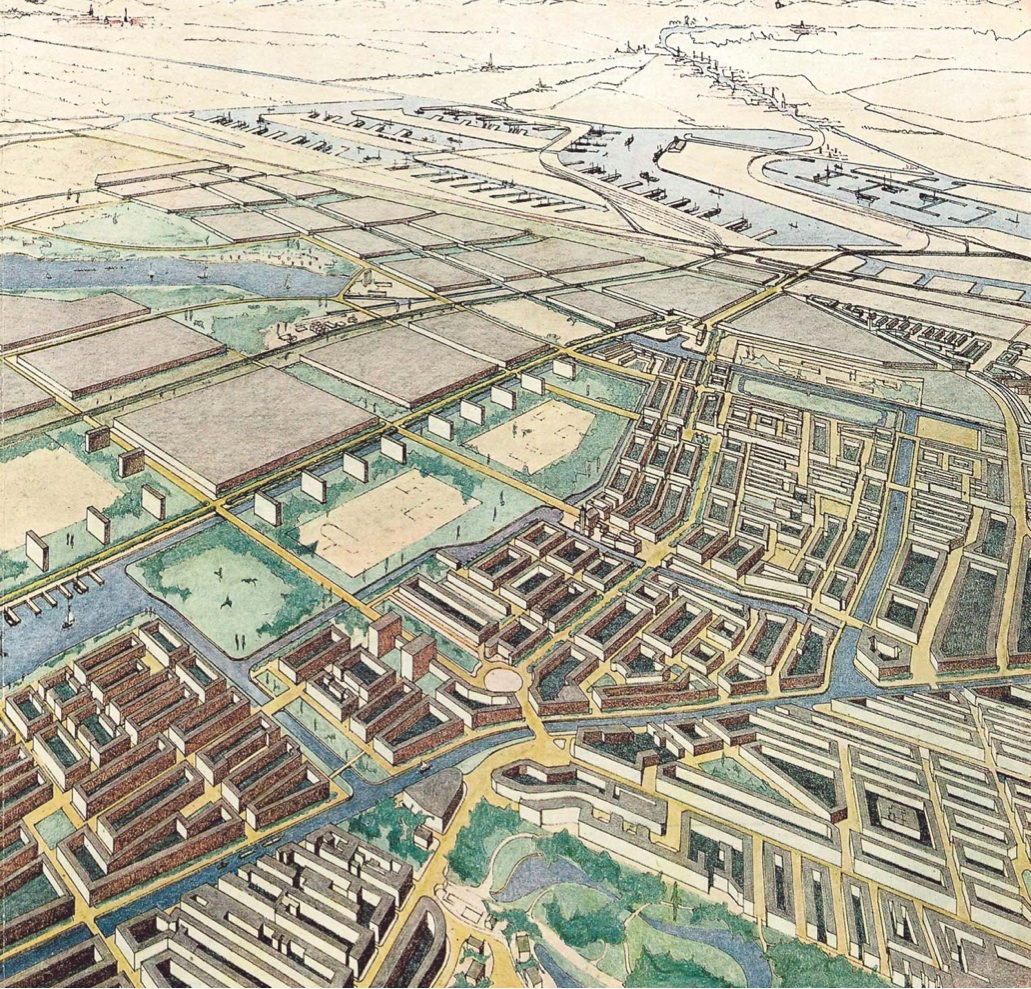
Brug 386 is te zien links van het Surinameplein (roze stip) en het Rembrandtpark.
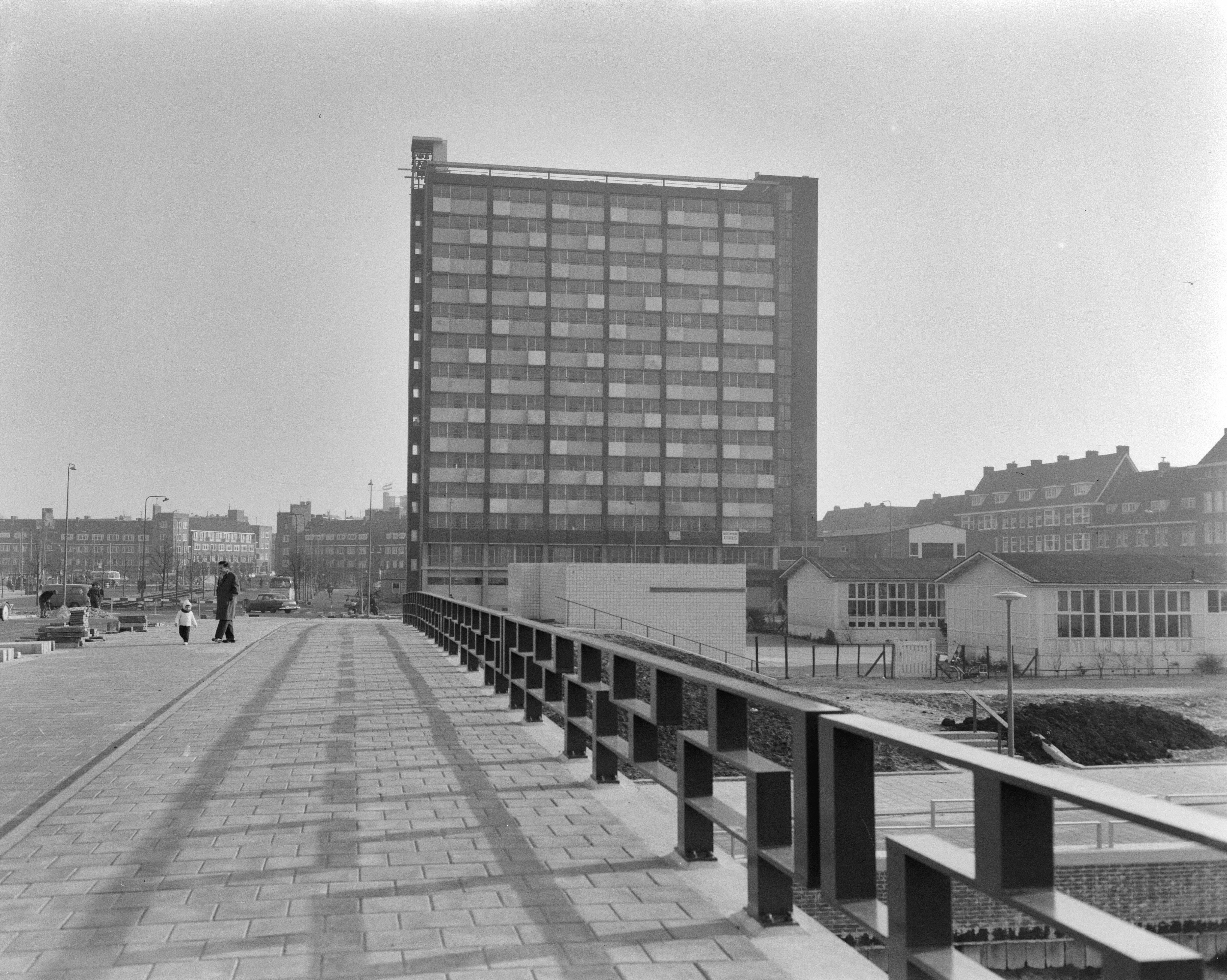
Originele Brug 386 met torenflat (januari 1962), gezien naar het Surinameplein.
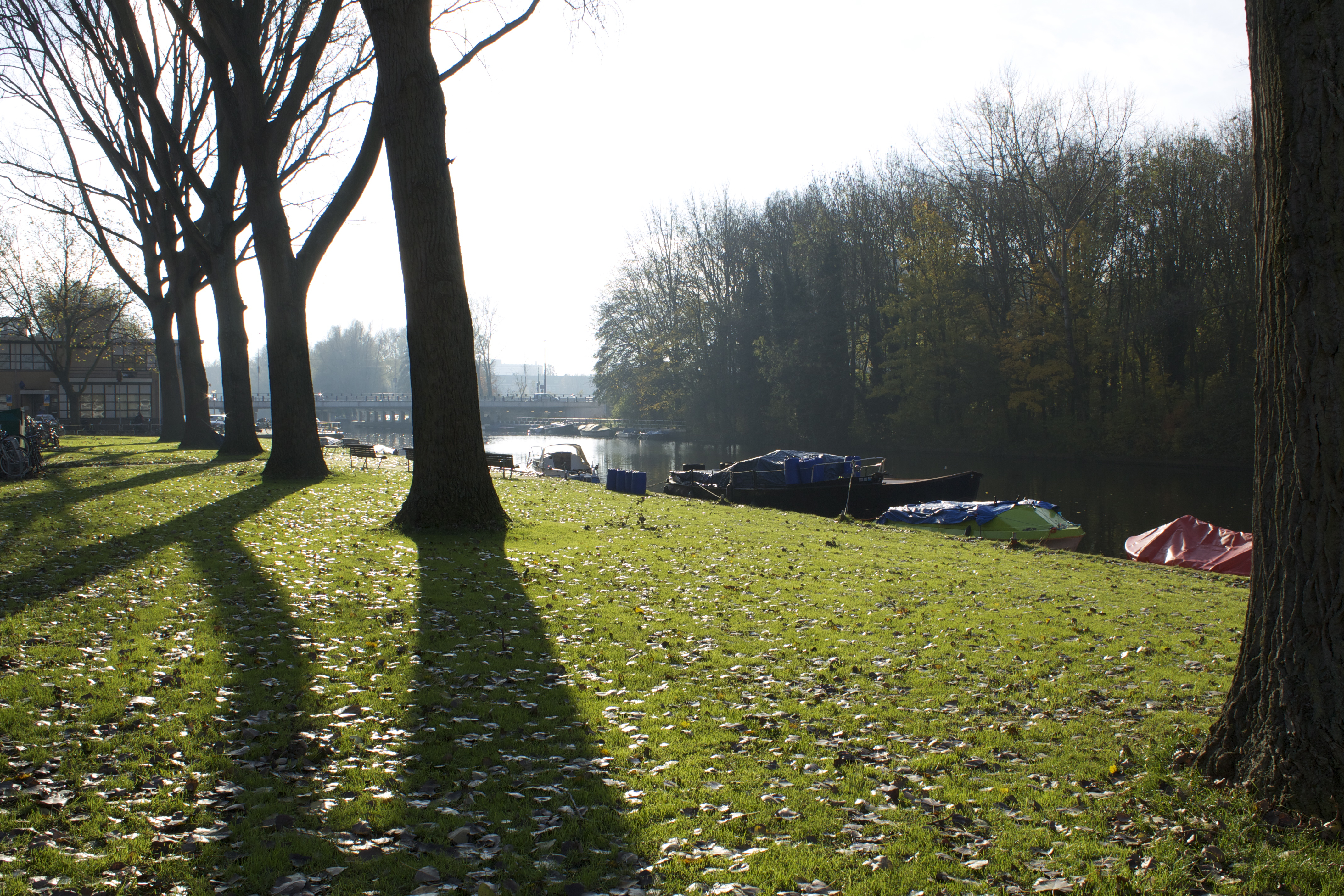
Originele brug in de verte (2013).
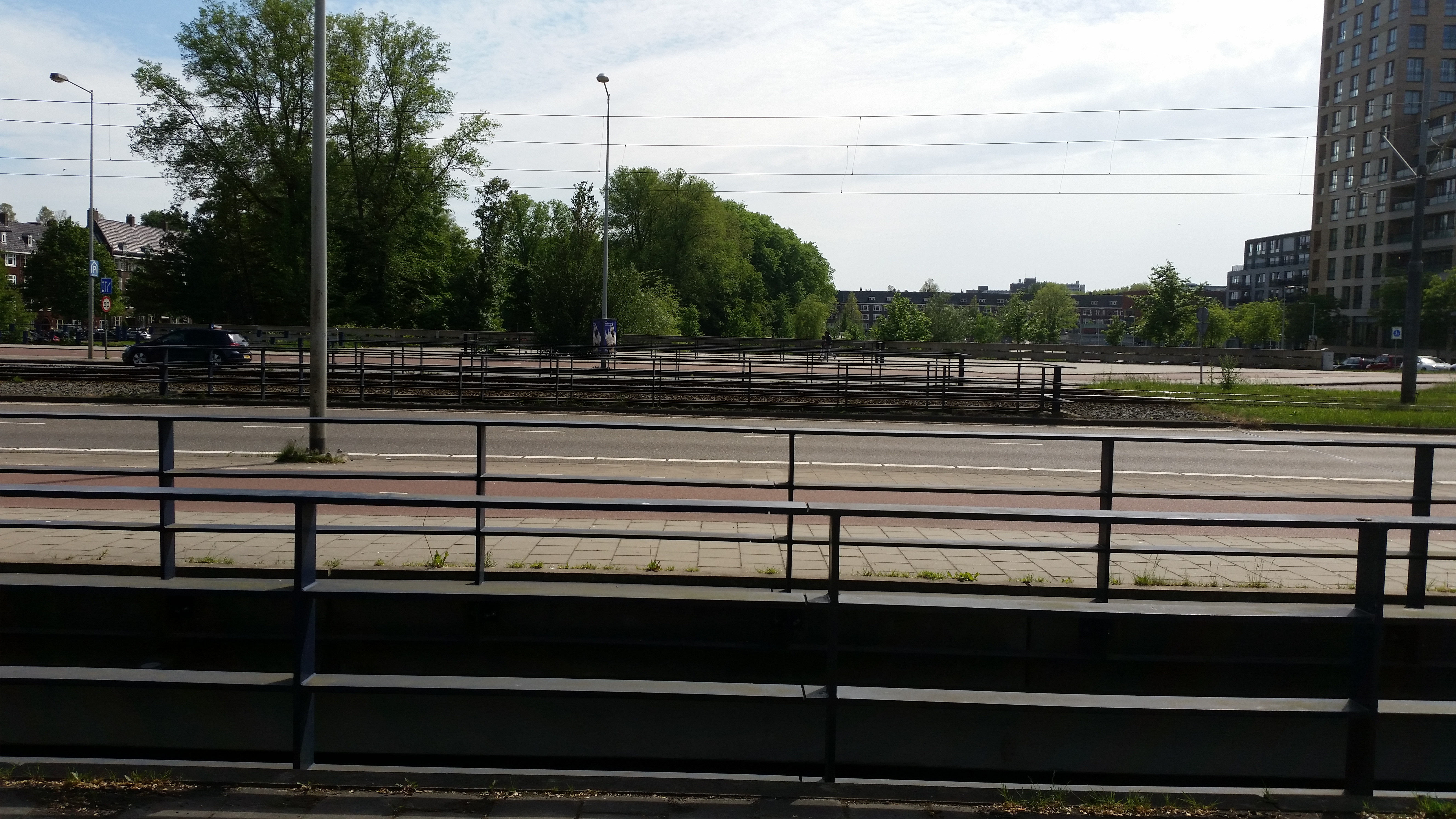
Brug 2120 (mei 2018).

<<< · 300 · 301 · 302 · 303 · 304 · 305 · 306 · 307 · 308 · 309 · 310 · 311 · 312 · 313 · 314 · 315 · 316 · 317 · 318 · 320 · 321 · 322 · 323 · 324 · 325 · 327 · 328 · 330 · 331 · 332 · 333 · 334 · 335 · 336 · 337 · 338 · 339 · 340 · 341 · 342 · 343 · 344 · 345 · 346 · 347 · 348 · 349 · 350 · 351 · 352 · 353 · 354 · 355 · 356 · 357 · 358 · 359 · 360 · 361 · 362 · 363 · 364 · 365 · 366 · 367 · 368 · 371 · 372 · 373 · 374 · 375 · 376 · 377 · 378 · 379 · 380 · 381 · 382 · 383 · 385 · 386 · 387 · 388 · 389 · 390 · 391 · 392 · 393 · 394 · 395 · 396 · 397 · 398 · 399 · >>>
Brugnummers 319, 326, 329 (tijdelijke duiker in de Ringspoordijk), 369, 370, 384 zijn niet (meer) vergeven.